# Zingšpil
 Zingšpil  (   „igra sa pevanjem“;  od   „pevati“ +   „igra“) je muzički i dramski žanr uobičajen u Nemačkoj i Austriji u drugoj polovini 18. veka i početkom 19. veka; predstava sa muzičkim brojevima ili opera sa razgovornim dijalozima (umesto recitativa), uglavnom komičnog sadržaja. Neki stručnjaci smatraju da je zingšpil bio žanrovski preteča modernijih vodvilja i mjuzikla.

## Istorija
U Nemačkoj se koncept zingšpila koristi od 16. veka za označavanje scenskih madrigala, kao i crkvenih, dvorskih i drugih nastupa sa muzikom. U severnoj Nemačkoj, žanr Zingšpiel je oblikovala engleska „baladna opera“, posebno Prosjačka opera. Njegovim početkom se smatra postavljanje nemačke adaptacije „baladne opere“ „Đavo na slobodi“ po baladi Čarlsa Kofija „Budi u nevolji!“ („The Devil to Pay“, 1731) na muziku kompozitora I. Štandfusa (1752).
Muzika zingšpila je jednostavna, osmišljena za popularnost, tesno povezana sa narodnom muzičkom kulturom. Zauzima glavno mesto u predstavi, ali se može kvantitativno ograničiti (u Mocartovom zingšpilu „Direktor pozorišta” pored uvertire nalaze se samo 4 muzička broja). Sadržaj zingšpila povezan je sa malograđanskom dramom. Građene su na svakodnevnim, „prozaičnim” zapletima, ali su uključivale i elemente bajkovitosti, idiličnosti, ironije. Neki zingšpilovi bili su prožeti kritičkim odnosom prema stvarnosti, demokratske tendencije su im bile inherentne. Zingšpilovi su apsorbovali tradiciju italijanske, francuske, engleske komične opere.
Klasični predstavnici zingšpila – Mocartova „Otmica iz saraja“,(Die Entfuhrung aus dem Serail), 1782; „Direktor pozorišta“, 1786 odlikuju se produbljenim temama, komplikovanim muzičkom dramaturgijom. Prevazilazeći žanrovsku skučenost, Mocart pretvara zingšpil u novu vrstu komične opere (Čarobna frula, 1791).
Drugi popularni autori zingšpila bili su I. Standfuss („Đavo na slobodi“, 1752), Antonio Salieri („Crnci“, 1804), K. Dittersdorf („Doktor i apotekar“ , 1786), F. Cauer (sa svojom čuvenom zingšpiel operom Deva Dunava, koja je obišla gotovo sve muzičke scene Evrope u prvim godinama 19. veka, i drugi.
U književnom razvoju zingšpila učestvovao je Johan Volfgang Gete, koji je pisao tekstove za Singšpil „Ervin i Elmira“ kompozitorke grofice Ane Amalie od Baden-Durlacha. Poznati su i singspiel sa libretom na danskom od Đuzepea Sartija.
Sa razvojem romantizma u muzici i širenjem italijanske opere, interesovanje za zingšpil opada. Tokom prve polovine 19. veka, zingšpil i srodni oblici (lideršpil -leaderspiel i drugi primeri rane komične opere) konačno nestaju.

## Literatura
- Schletterer Н. М. Das deutsche Singspiel von seinen ersten Anfängen bis auf die neueste Zeit. Augsburg, 1863.
- Calmus G. Die ersten deutschen Singspiele von Standfuß und Hiller. Leipzig, 1908.
- Moser H. J. Geschichte der deutschen Musik, Bd 1-3, В.- Stuttgart, 1928-30.
- Ломтев Д. Г. «Оба Фра Дьяволо»: венский зингшпиль по-петербургски//Музыковедение, 2010, № 4, с. 14–19.

## Spoljašnje veze
- Архивирано на веб-сајту  (3. јул 2022) Opera kao Mocartova strast Arhivirano na veb-sajtu  (2022-07-3)
- Narodni komad sa pevanjem Архивирано на веб-сајту  (4. јул 2022) Arhivirano na veb-sajtu  (2022-07-4)
- Novosti
- A History of Mozart’s Magic Flute
- Giuseppe Sarti and Italian Opera
- History of Vocal Music
- Outline of Western Music History

- Медији везани за чланак Zingšpil на Викимедијиној остави